# Kamienny gość (obraz Francisca Goi)
Kamienny gość (hiszp. Don Juan y la estatua del Comendador lub El burlador de Sevilla) – obraz hiszpańskiego malarza Francisca Goi. Należy do cyklu sześciu obrazów gabinetowych o wymiarach ok. 43 × 30 cm, których tematem są czary. Obrazy nie tworzą razem jednej historii, nie mają też wspólnego znaczenia, dlatego właściwie interpretowane są każdy z osobna. Cała seria była własnością książąt Osuny i zdobiła ich letnią rezydencję Alameda de Osuna. Oprócz Kamiennego gościa do serii należą: Sabat czarownic (lub Wielki kozioł), Lot czarowników, Urok, Lampa diabła oraz Kuchnia czarownic. Cztery obrazy znajdują się w różnych kolekcjach publicznych, jeden w kolekcji prywatnej, a Kamienny gość jest uznawany za zaginiony.

## Okoliczności powstania

### Mecenat książąt Osuny
W początkach swojej kariery w Madrycie Goya pracował głównie dla Królewskiej Manufaktury Tapiserii, jednocześnie poszerzając swoją prywatną klientelę rekrutującą się spośród stołecznej arystokracji i burżuazji. Ważnymi mecenasami malarza zostali książęta Osuny Pedro Téllez-Girón i jego żona María Josefa Pimentel. Należeli do intelektualnych elit i czołowych przedstawicieli hiszpańskiego oświecenia. Wspólnie organizowali wieczory dyskusyjne, na które zapraszano wybitnych ilustrados. Aktywnie wspierali kulturę; zgromadzili pokaźną bibliotekę, a w swojej rezydencji organizowali przedstawienia teatralne. Roztaczali mecenat nad naukowcami i artystami epoki, do których oprócz Goi należał m.in. Leandro Fernández de Moratín. W latach 1785–1817 Goya namalował dla nich około 30 dzieł – portrety patronów i ich dzieci, sceny religijne i obrazy gabinetowe. Nabyli także pierwsze edycje rycin z serii Kaprysy. Po śmierci księcia w 1807 malarz kontynuował pracę dla księżnej, m.in. portretując ich dorosłe córki i synów.

### Alameda de Osuna
W 1783 książę Osuny nabył tereny i budynki w położonej na północny wschód od Madrytu miejscowości La Alameda, gdzie zamożne rodziny spędzały lato, odpoczywając od miejskiego gwaru. Liczne projekty rozwojowe, zlecone i wdrażane przez księcia, przekształciły miejscowość, która wkrótce zmieniła nazwę na La Alameda de Osuna. W 1792 w posiadłości książąt funkcjonował już pałac, a z inicjatywy księżnej powstały także ogrody nazywane El Capricho. Książę Osuny nabył od Goi cykl sześciu obrazów o niewielkich rozmiarach, do dekoracji nowego pałacu. Zachował się przesłany księciu rachunek z dnia 27 czerwca 1798 za „sześć dzieł o tematyce czarownic”, opiewający na sześć tysięcy reali de vellón.
Często przyjmuje się, że obrazy powstały na bezpośrednie zamówienie księżnej, nie ma na to jednak dowodu. Możliwe, że Goya przedstawił mecenasom gotowe dzieła, które odpowiadały ich gustom. Z tego powodu trudno stwierdzić, czy malarz wykonał je z myślą o konkretnym pałacowym pomieszczeniu, czy też ich lokalizacja została ustalona później. Wiadomo, że obrazy wisiały na pierwszym piętrze w przedpokoju prowadzącym do gabinetu księżnej, który nazywano gabinete de países. Historyk sztuki Frank Irving Heckes uważał, że to pomieszczenie mieściło bibliotekę książąt, dlatego Goya intencjonalnie zawarł w kompozycjach motywy literackie. María Isabel Pérez Hernández, która przeanalizowała inwentarz dóbr sporządzony w 1834 po śmierci księżnej, stwierdziła, że obrazy Goi znajdowały się wówczas w przedpokoju gabinetu de países, ale pozostałe meble i przedmioty z tego pomieszczenia nie wskazywały na to, by pełniło ono funkcję biblioteki. Dzieła Goi wraz z rycinami zostały do niej przeniesione dopiero około 1845.

Cykl Czary
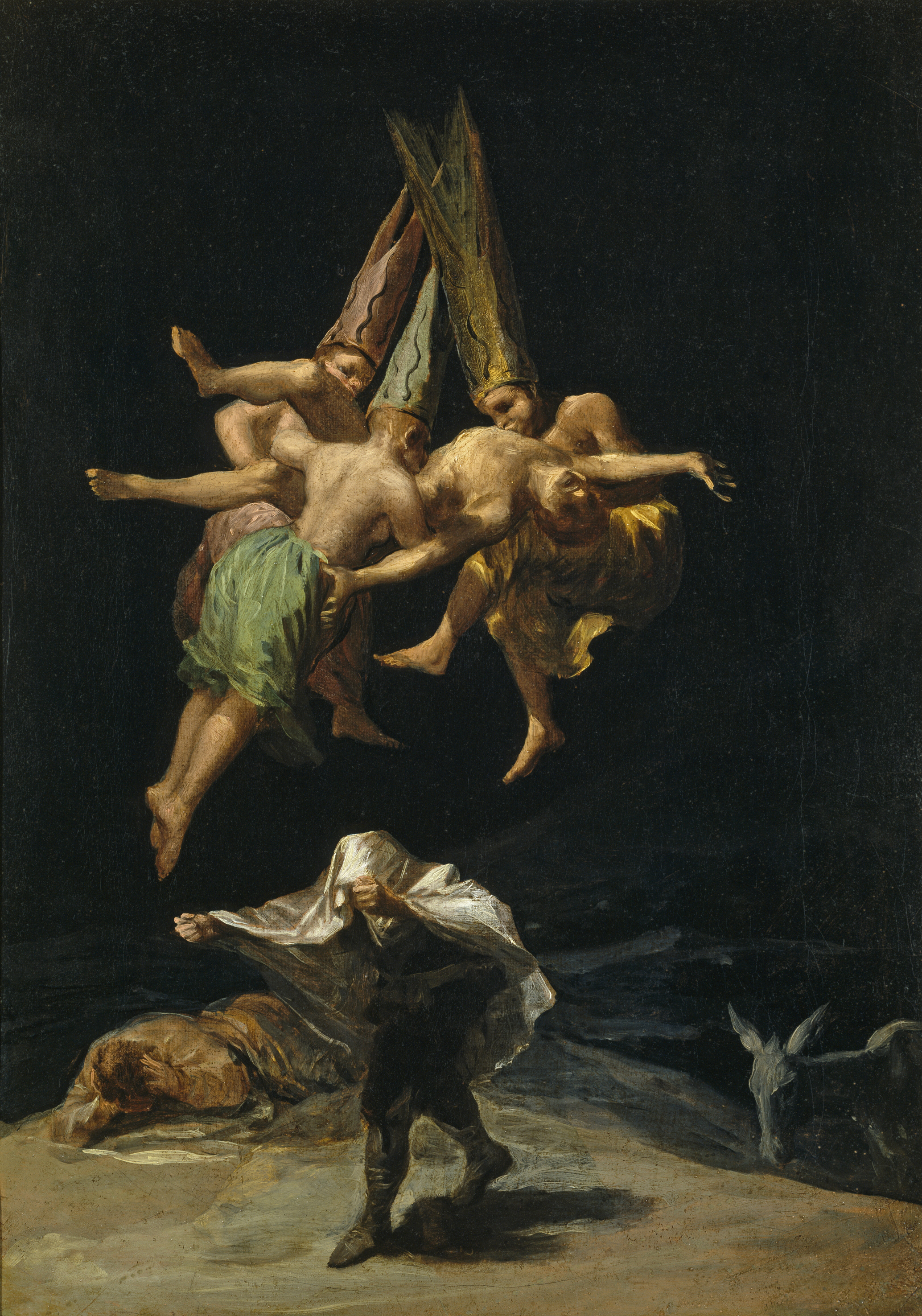
Lot czarowników
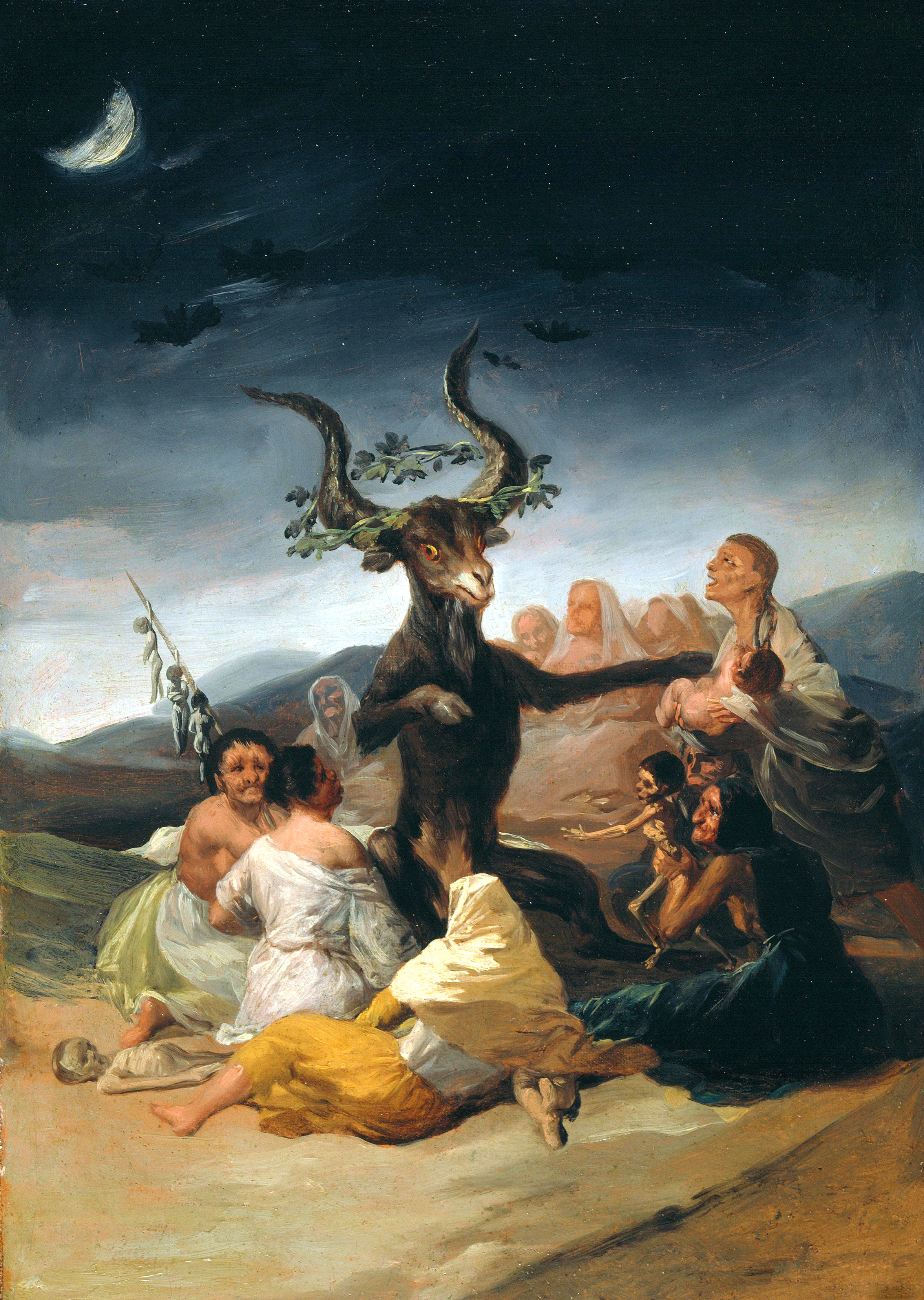
Sabat czarownic lub Wielki kozioł
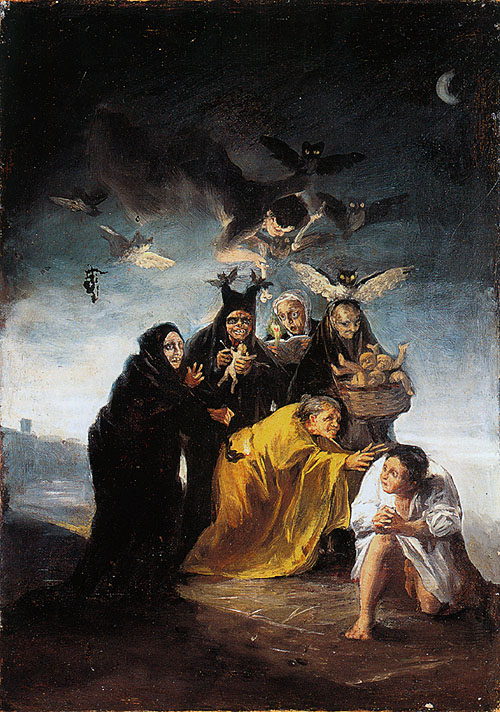
Urok
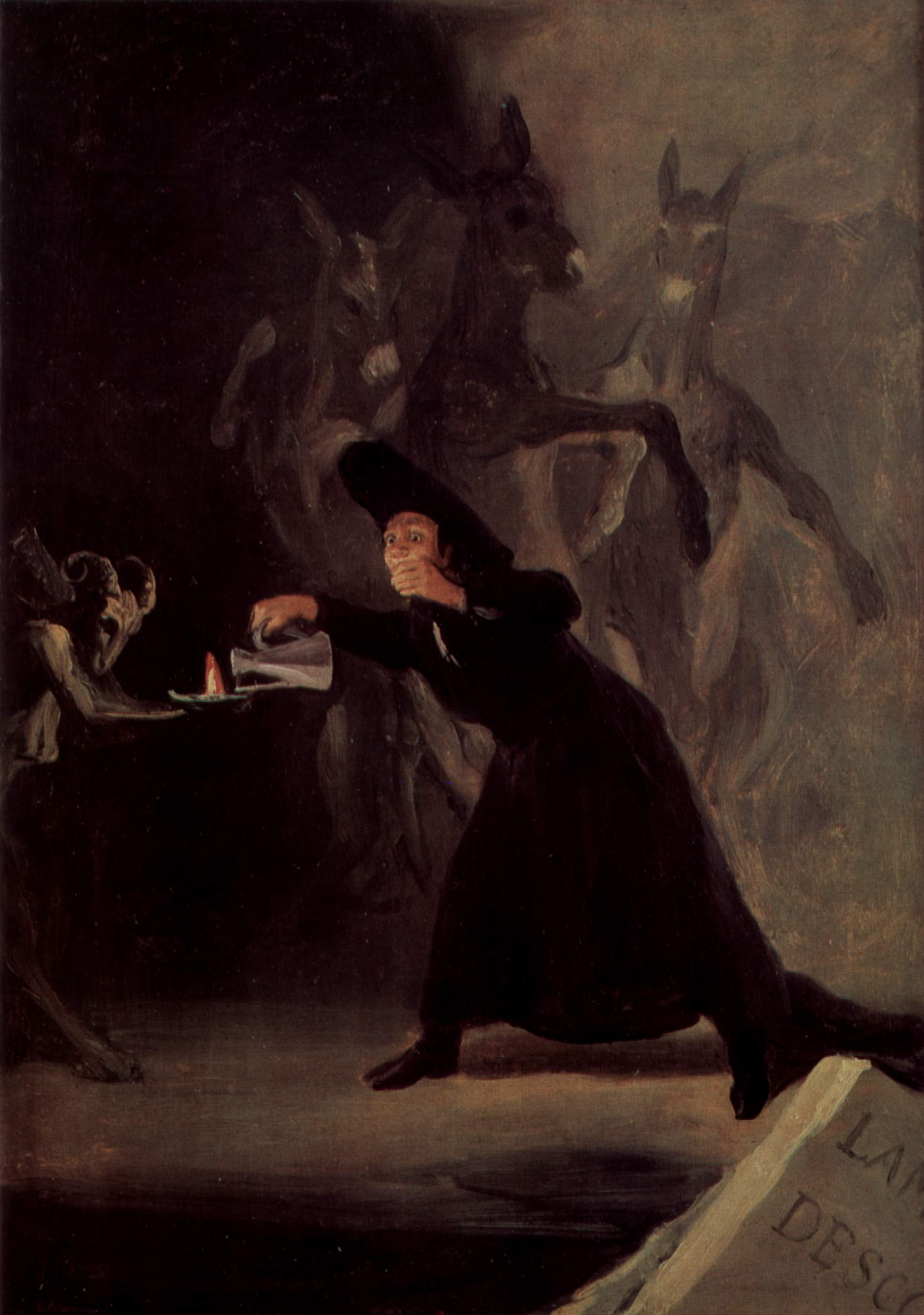
Lampa diabła lub Zauroczony
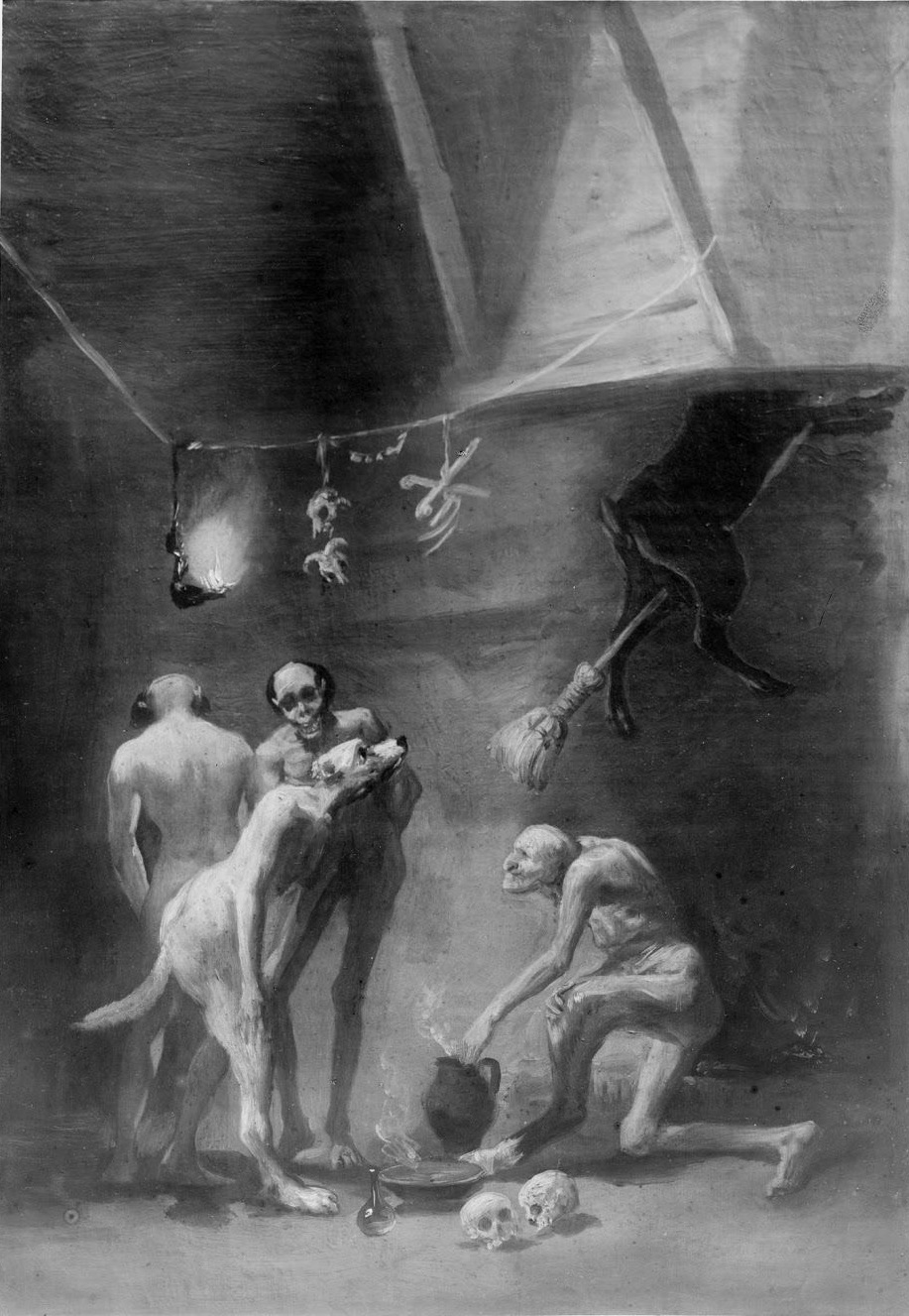
Kuchnia czarownic
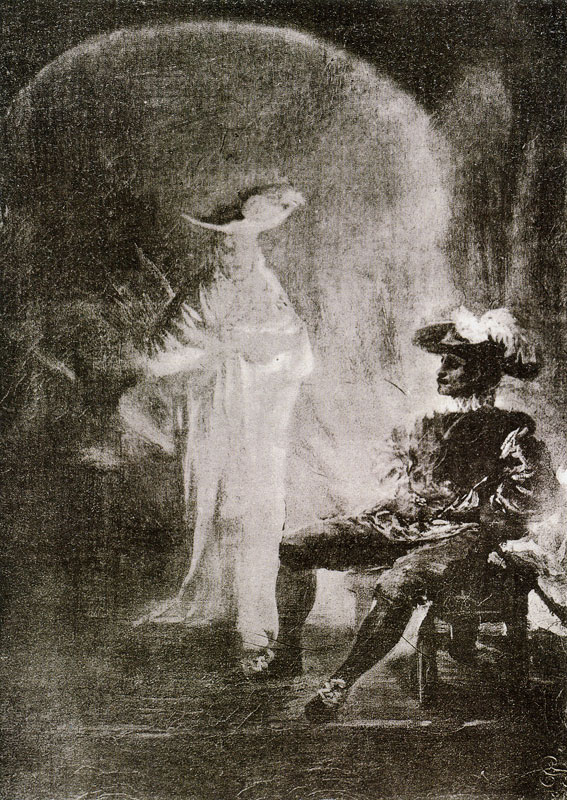
Kamienny gość

### Czary i gusła

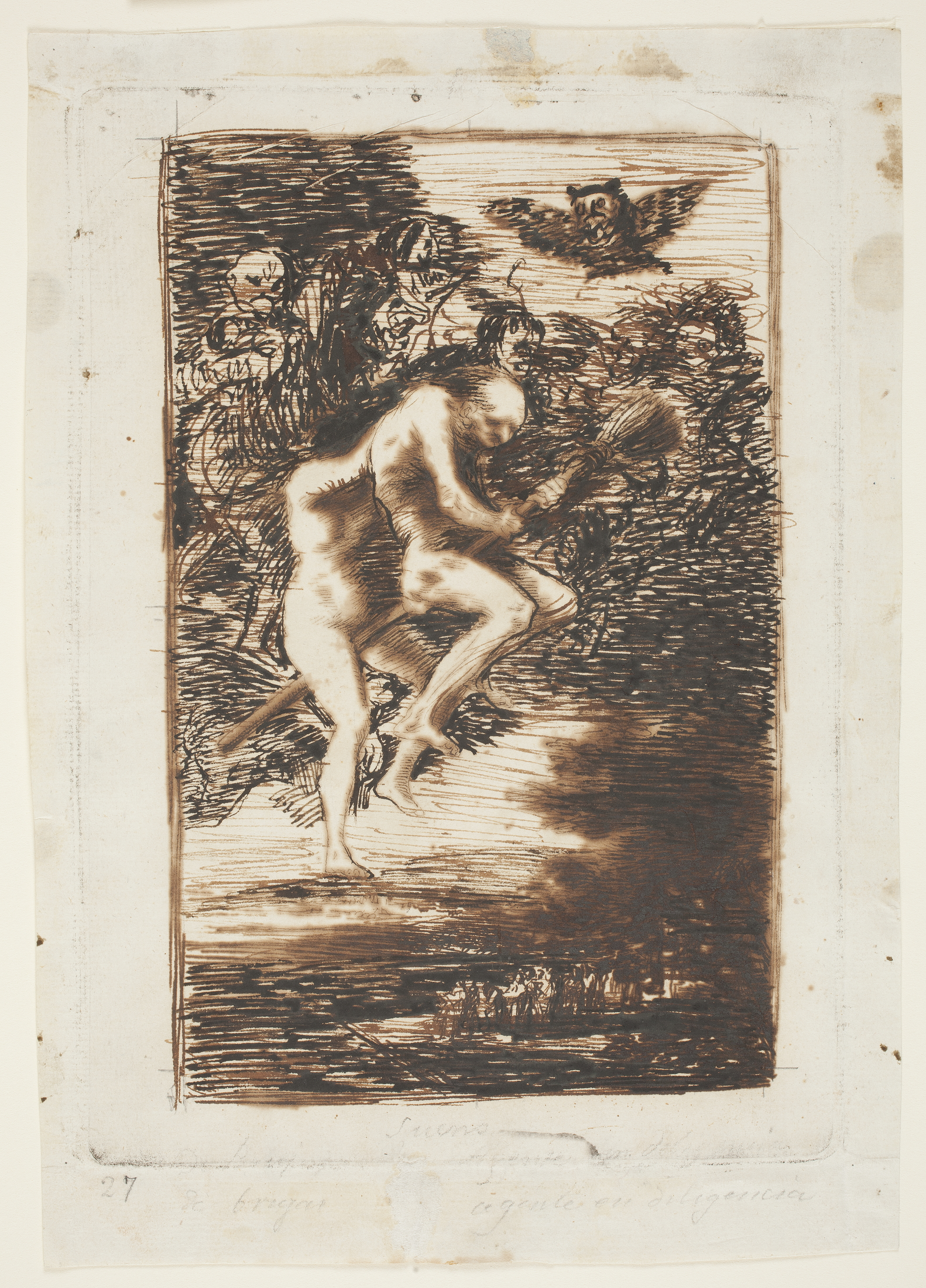
Rysunek ze zbioru „Sny” przedstawiający czarownice, ok. 1797

Tematem dzieł były czarownice i gusła, będące ważnym elementem hiszpańskiego folkloru. Ludowa wiara w czary i demony była powszechna, a dochodzenia i kary inkwizycji dodatkowo ożywiały i legitymizowały przesądy. Ten popularny motyw pojawiał się w sztuce, literaturze i teatrze, często pod postacią satyry. Inspiracją dla Goi były m.in. sztuki teatralne Antonia de Zamory, które mógł oglądać w prywatnym teatrze książąt. Oświecona szlachta (tzw. ilustrados), do której należeli książęta Osuny, nie wierzyła w czary, jednak fascynował ich temat czarnoksięstwa, zjawisk nadprzyrodzonych i związanej z nimi kultury plebejskiej. W bibliotece książąt znajdowały się pozycje dotyczące magii (m.in. Malleus Maleficarum, Diabeł kulawy), na których posiadanie mieli specjalne pozwolenie Świętego Oficjum. Matkę księżnej pasjonowała ezoteryka oraz powieści typu Wathek Williama Beckforda. Wielu oświeconych przyjaciół Goi należało do masonerii. Temat czarów miał podobny wpływ na Goyę, który deklarował niewiarę w czarownice i uważał się za sceptyka, ale bohaterami jego dzieł często były demony i postacie fantastyczne. Nie wiadomo, czy księżna Osuny zasugerowała Goi tematykę obrazów, czy powstały one dzięki jego własnej inwencji. Możliwe, że kiedy Goya pracował nad zleconym przez książęta Portretem generała José de Urrutii, miał okazję pokazać księżnej rysunki ze zbioru zatytułowanego „Sny”, w których podejmował temat czarów, aby ją zainspirować.

### Datowanie
Obrazy zostały namalowane najprawdopodobniej w latach 1797–1798, nie później jednak, niż wskazuje na to data wystawienia rachunku (27 czerwca 1798). Istnieją liczne tematyczne i kompozycyjne podobieństwa do serii rycin Kaprysy, nad którą Goya pracował w tym samym czasie. Kaprysy były satyrą na społeczeństwo hiszpańskie i krytyką fanatyzmu religijnego, inkwizycji i przesądów. José Gudiol datował cykl Czary na lata 1794–1795, przypadające na okres rekonwalescencji malarza po ciężkiej chorobie przebytej na przełomie 1792 i 1793 roku, w wyniku której kompletnie stracił słuch. Powoli wracając do pracy, Goya skupił się na malowaniu obrazów o niewielkich rozmiarach, wymagających mniej fizycznego wysiłku. Częściej malował także kompozycje dyktowane własną wyobraźnią, niepowielające istniejących wzorów i wolne od przyjętych ogólnie kanonów. Według historyka sztuki Moralesa y Marína ta seria została przez Goyę wystawiona w Królewskiej Akademii Sztuk Pięknych św. Ferdynanda w 1799 jako „sześć dziwnych kaprysów”. Książęta prawdopodobnie wypożyczyli Goi obrazy, być może aby wspomóc promocję Kaprysów, które ukazały się w tym samym roku.

## Interpretacja
Goya sięga do twórczości Antonia de Zamory (1660–1727) – hiszpańskiego poety i dramaturga, którego dzieła były wciąż popularne za życia malarza i zyskały szczególne uznanie w XIX wieku. W swoich dziełach Zamora podtrzymywał hiszpańską tradycję, nie ulegał wpływowi ówczesnej mody na literaturę francuską i komedię charakterów. Goya szukał inspiracji w motywach typowo hiszpańskich, mając do wyboru inne, znacznie popularniejsze dzieła. Obraz przedstawia scenę z III aktu komedii Zamory będącej nową wersją dzieła Zwodziciel z Sewilli i kamienny gość Tirsa de Moliny, opowiadającej legendę Don Juana. Sztuka Zamory odniosła sukces i w latach 1784–1804 w Madrycie była wystawiana rokrocznie. Leandro Moratín, który znał tę wersję legendy, mógł ją polecić Goi jako temat do obrazu. Możliwe też, że lubiący teatr Goya widział sztukę i sam wybrał tę scenę.
Bohater komedii, Don Juan, zabija komandora Gonzala de Ulloa, a następnie rzuca wyzwanie jego posągowi, zapraszając go na kolację w swoim domu. Posąg odpowiada Don Juanowi zaproszeniem do panteonu rodziny Ulloa: miejsca, w którym rozgrywa się scena przedstawiona na obrazie. W głębi kompozycji Goya namalował łuk, który może nawiązywać do kaplicy rodziny Ulloa, a pod nim na końcu schodów pojawia się kamienna postać komandora. Zjawa owinięta w całun jest skąpana w jasnym świetle, które pada także na ścianę ograniczająca przestrzeń sceniczną. Na całunie widoczny jest krzyż św. Jakuba. Zbliża się do siedzącego na krześle Don Juana, za którym wzrastają płomienie. Widziany z profilu bohater wydaje się napuszony, nieco spięty, z rękami opartymi na biodrach i mieczem u boku. Ma na sobie strój XVI-wiecznego rycerza i kapelusz z szerokim rondem i piórami. Wydaje się, że jeszcze nie zauważył obecności komandora – zmarłego, lecz wskrzeszonego antagonisty. Goya przedstawia chwilę wielkiego napięcia tuż przed dramatem, złowieszczy spokój poprzedzający burzę. Don Juan, który nie żałuje swojego czynu, zostanie ukarany piekłem, symbolizowanym przez płomienie. Zarówno relacja między postaciami, jak i beztroska postawa Don Juana przypominają prześmiewczy obraz Herkules i Omfale wykonany przez malarza około piętnastu lat wcześniej. Według José Gudiola Kamienny gość jest przejawem preromatycznego stylu w twórczości Goi.
Postać Don Juana może być także portretem aktora z czasów Goi, główne role często grali Manuel García Parra i Manuel de la Prada, specjalizujący się w komediach o temacie magii. To dzieło najbardziej odbiega od tematyki całej serii. Nie odnosi się do kontrastu rzeczywistości z wyobraźnią ani krytyki przesądów, w zamian ukazuje konsekwencje grzechu. Frank Irving Heckes uważa, że ten obraz powstał jako ostatni i zamyka serię.

## Proweniencja
Majątek książąt Osuny został w dużej części roztrwoniony przez ich spadkobierców, zwłaszcza XII księcia Osuny Mariana Téllez-Girón. W 1896 w Madrycie odbyła się publiczna licytacja posiadłości i kolekcji dzieł sztuki należących do rodziny. Obrazy z cyklu Czary trafiły do różnych właścicieli. Kamienny gość był wtedy widziany ostatni raz, obecnie jest uznawany za zaginiony. Jest znany na podstawie fotografii wykonanej przez Jeana Laurenta.